# Chaim Oron

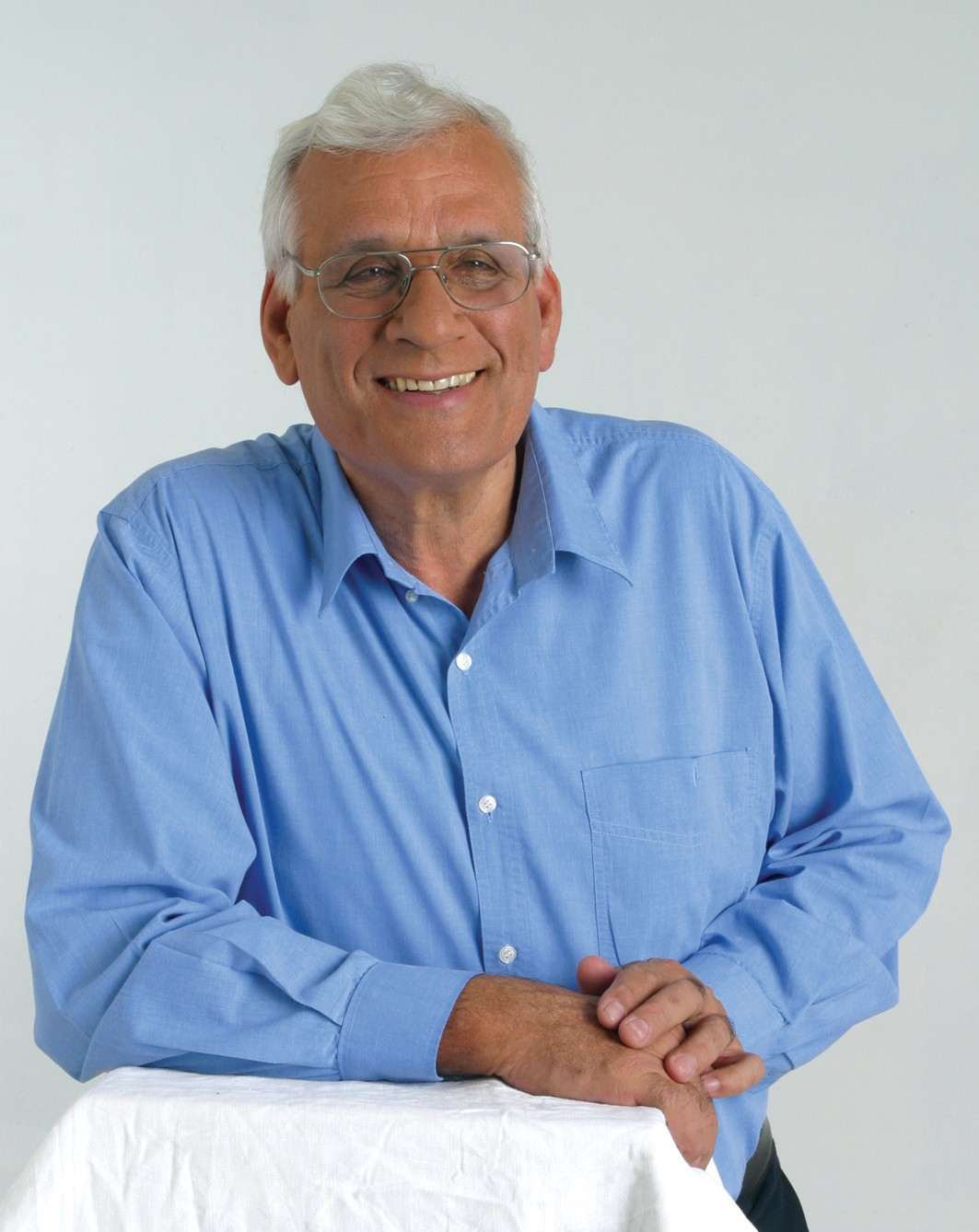
Chaim Oron, 2006

Chaim „Jumas“ Oron (hebräisch חיים "ג'ומס" אורון‎, * 26. März 1940 in Tel Aviv) ist ein israelischer Politiker und ehemaliger Vorsitzender der linken Partei Neue Bewegung-Meretz.
Oron wurde in Tel Aviv als Sohn polnischer Einwanderer geboren. Sein Vater war Textilarbeiter, seine Mutter Hausfrau. Oron besuchte das Neue Gymnasium in Tel Aviv. Er leistete Militärdienst und trat während dieser Zeit dem Kibbuz Lahav bei. 1968 wurde er Sekretär des vom Hashomer Hatzair gegründeten linkssozialistischen Kibbuzdachverband Ha-Artzi. Später gehörte er zu den Gründern der Bewegung Schalom Achschaw. 1988 wurde Oron erstmals Abgeordneter im israelischen Parlament, der Knesset, wo er seitdem neben anderen Tätigkeiten in allen Legislatur-Perioden dem Finanzausschuss angehörte. Oron gehörte der Vereinigten Arbeiterpartei Mapam und danach der Meretz an, die aus einem Wahlbündnis der Mapam mit der liberalen Schinui und der Ratz-Partei bei den Knessetwahlen 1992 entstanden war und seit 2003 unter dem Namen Meretz-Jachad operierte.
Zwischen 1994 und 1995 amtierte Oron als Schatzmeister der Histadrut-Gewerkschaft, ehe er von 1999 bis 2000 in der Regierung von Ehud Barak als Landwirtschaftsminister diente. Danach zog sich Oron vorübergehend aus der Knesset zurück, wurde bei den Wahlen 2003 aber wieder ins Parlament gewählt. Nach Verlusten seiner Partei bei den Knessetwahlen 2006 und dem Rückzug von Jossi Beilin als Parteichef der Meretz-Jachad wurde Oron neuer Vorsitzender der Partei.
Bei den Wahlen 2009 trat die Meretz unter Orons Führung unter dem Namen Neue Bewegung – Meretz an und wurde dabei von führenden israelischen Intellektuellen wie Amos Oz sowie ehemaligen Politikern der Awoda wie Schlomo Ben Ami, Uzi Baram und Avraham Burg unterstützt, verlor aber zwei Sitze und ist seitdem nur noch mit drei Abgeordneten in der Knesset vertreten.